# Anthicus ater
Anthicus ater är en skalbaggsart som först beskrevs av Georg Wolfgang Franz Panzer 1796.  Anthicus ater ingår i släktet Anthicus, och familjen kvickbaggar. Arten är reproducerande i Sverige.